# Битка при Струга
Битката при Струга се провежда от 26 до 29 ноември 1915 г. край град Струга, Сърбия, в хода на Първата световна война между български и сръбски части.
В битката участват бойците от 23-ти пехотен шипченски полк на Осма пехотна тунджанска дивизия. Въпреки жестокия обстрел от страна на сърбите, укрили се в къщите на града, българските инженери успяват да построят от дъски и греди мост през река Черни Дрин, по който минават щурмовите групи.
На 28 ноември 1915 г. 34 български войници успяват да минат моста и да завържат бой със сърбите на отсрещния бряг. След кръвопролитен бой Струга е овладяна окончателно на 29 ноември 1915 г. към 2 часа сутринта.

## Загинали български войници[4]
От 14-а рота на 23-ти пехотен шипченски полк
| Име                                | Родно място    |
| ---------------------------------- | -------------- |
| 1. Редник Никола Иванов Христов    | Горно Изворово |
| 2. Редник Иван Стойнов Петков      | Голямо Дряново |
| 3. Редник Георги Тенев Тонев       | Енина          |
| 4. Редник Стефан Стоянов Тихов     | Средногорово   |
| 5. Редник Георги Петков Иванов     | Казанлък       |
| 6. Редник Георги Стойков Коев      | Виден          |
| 7. Редник Иван Беров Беров         | Овощник        |
| 8. Редник Марин Денев Капрастоянов | Кози рог       |
| 9. Редник Колю Петков Колев        | Велковци       |
| 10. Редник Христо Иванов Стойков   | Габрово        |
| 11. Редник Георги Христов Козарев  | Търничени      |
| 12. Ефрейтор Иван Христов Дочев    | Поповци        |

От картечната рота на 23-ти пехотен шипченски полк
| Име                                     | Родно място |
| --------------------------------------- | ----------- |
| 1. Старши подофицер Иван Дойчев Влайков | Казанлък    |
| 2. Ефрейтор Пею Христов Пеев            | Казанлък    |

Загиналите българи са погребани заедно с убития през 1917 г. капитан Христо Бърдаров в двора на църквата „Свети Георги“ в град Струга. По-късно тези гробища са заличени.

### Цитирани източници
- Пашиновъ, Иванъ. Военна история на 23 п. шипченски полкъ – войната съ сърбитѣ – 1915 г., том 2.   София, Печатница на Арм. в.-изд. фондъ, 1931. с. 179.